# Podvodni hokej
Hokej pod vodom je zabavna, brza, trodimenzionalna igra. Igra se na dnu bazena i igranje brzo izgrađuje sposobnost plivanja i slobodnog ronjenja. Igrači nose peraja, masku, disaljku, zaštitnu rukavicu i kapu (iste vrste kao za vaterpolo).

## Borba za pak
Dva tima od 6 igrača su suočeni jedni protiv drugih. Pak stoji na dnu površine za igru, i dva tima se bore za kontrolu nad pakom i za stavljanje u protivnički gol, koji takođe stoji na dnu površine za igru.
Hipoksija je stanje smanjene količine kiseonika i ometa normalan proces razmišljanja.

## Bazen
Bazen ili površina za igru je približno 25 m dugačka, 15 m široka i optimalno 2,5 m duboka. Postoji gol na svakom kraju bazena, koji je metalni sa oko 3 metra u prečniku. Pak počinje u sredini površine za igru, i kada ton da znak da je igra počela, oba tima se utrkuju sa suprotnih zidova ka centru površine i pokušavaju da dođu u posed paka.

## Timska igra
Cilj igre je da se pak stavi u protivnički gol. Da bi ovo uradio tim mora da radi zajedno, jedna osoba ne može samostalno da postigne gol. Postoji mnoštvo strategija i formi koje tim igra da bi bio efektivniji. Igra i strategija je slična fudbalu ili hokeju na ledu osim toga što je površina za igru na dnu bazena. Pravila su „bez kontakta“ i igrači generalno pokrivaju zone oko paka. Uspeh izuzetno zavisi od timskog rada, jer nijedna osoba ne može da drži dah zauvek.

## Oprema
„Svaki igrač će biti opremljen maskom, koja mora imati bezbednosno staklo ili drugi filter od bezbednosnog materijala, nemetalnu, savitljivu disaljku; par konvencionalnih peraja za hokej pod vodom (napravljenih od gume ili drugog bezopasnog savitljivog sintetičkog materijala, isključujući fiberglas) koji je odobren od CMAS komisije za hokej pod vodom; Zaštita za ruke, i palicu za hokej pod vodom. Kape za glavu sa čvrstim polietilenskim ili gumenim štitnicima za uši moraju se nositi.“

### Maska
Maska mora imati dublja sočiva, osim ako ima centralni razdelnik/podršku koja je deo rama maske. Potrebna je maska male veličine i zbog vidljivosti i zbog smanjenja šanse da procuri ako bude udarena. Maska male veličine će takođe pružiti manji podvodni otpor povećavajući vašu brzinu.

### Disaljka
Važno je da se koristi disaljka sa nekim usnim delom tako da ne dođe do povrede zuba pri udarcu. Većina igrača odseče krajnjih 5-6 centimetara disaljke da bi smanjili otpor. Unutrašnjost disaljke treba da bude ujednačena i da nema konektor koji štrči gde se dva dela spajaju. Dobro je da se koristi disaljka sa tankim profilom da bi se smanjio otpor i vibracija.

### Peraja
Postoji puno različitih proizvoda i modela peraja, ali mnogi od njih ne funkcionišu u hokeju pod vodom. Podesna su peraja za celo stopalo, a ne tip sa otvorenom petom za ronjenje. Prekratka peraja za plivanje i veoma duga peraja za slobodno ronjenje nisu dobra za hokej pod vodom. Početnici u plivanju sa perajima, verovatno bi trebalo da bitu konzervativni i koriste manja peraja, jer se na taj način mogu fokusirati na hokej, umesto borbe sa svojim perajima.

### Rukavica
Zaštita šake ne sme sadržati krut ili oštar ojačavajući materijal. Rukavice koje se koriste za zaštitu šake ne bi trebalo da imaju mrežu između prstiju, ili da budu bilo kog oblika koji bi pomogao u plivanju. Osim toga, dizajn rukavica je veoma fleksibilan. Većina rukavica su od slojevite tkanine sa silikonskom gumom, ali neki ljudi ne koriste ništa osim izolir trake i drugog sličnog materijala da naprave ručnu, laganu rukavicu.

### Palice
- Palica mora stati u kutiju 100mm x 350mm x 50mm.
- Minimalni radijus ugla oko spoljne ivice cele palice je 10 mm.
- Ivice gde se površine ukrštaju moraju biti zaobljene.
- Palica mora biti crna ili bela. Timovi se raspoznaju pod vodom po boji palica.
- Palica može biti bilo kog oblika ili dizajna unutar datih minimalnih i maksimalnih dimenzija.
- Palica ne sme biti u mogućnosti da opkoli pak ili bilo koji deo šake. Niti da zahvati pak više od 50%, ili da zaključa pak za palicu.[3]